# Какаунакис, Никос
Ни́кос Какауна́кис (греч. Νίκος Κακαουνάκης, июнь 1938 — 30 декабря 2009) — греческий журналист.

## Биография
Родился в деревне Полириния в общине (диме) Кисамос в номе Ханья. Отец во время оккупации был казнен немцами, потому Никос вынужден был с раннего детства работать, чтобы помочь матери и младшим сестрам и братьям. Среднее образование получил в церковной школе.
Работая в политическом бюро Ханьи, познакомился с влиятельным греческим издателем и меценатом Христосом Ламбракисом. Последний предложил работать в своей газете «Вима», именно в ней Никос Какаунакис сделал свои первые шаги в журналистике.
Какаунакис активно защищал свою гражданскую позицию, выступая против режима полковников. После падения хунты Какаунакис был уже известным журналистом. В 1986 году выпускал собственную газету. Несколько лет работал на радио FLASH, телеканалах Alter, Mega и Альфа.
В 2009 году Какаунакис был госпитализирован с диагнозом рак, умер в больнице 30 декабря 2009 года.